# Каран (Кугарчинський район)
Кара́н (рос. Каран, башк. Ҡаран) — присілок (колишнє село) у складі Кугарчинського району Башкортостану, Росія. Входить до складу Іжбердінської сільської ради.
Населення — 119 осіб (2010; 155 в 2002).
Національний склад:
- росіяни — 80%